# Parafia św. Apostołów Piotra i Pawła w Nysie
Parafia św. Apostołów Piotra i Pawła w Nysie – rzymskokatolicka parafia położona w metropolii katowickiej, diecezji opolskiej, w dekanacie nyskim.

## Charakterystyka

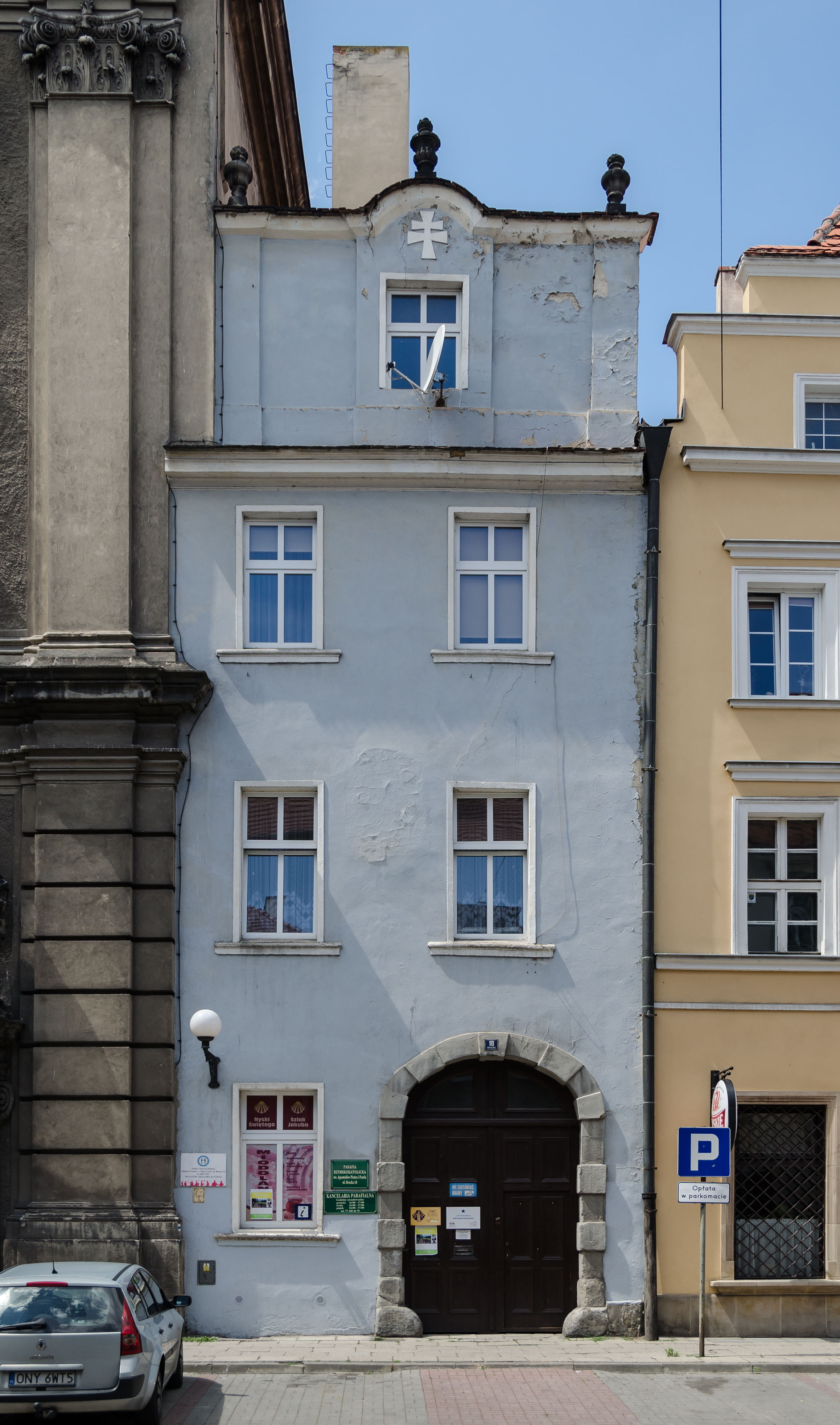
Kancelaria parafialna

Parafia liczy około 4600 osób i tworzy ją część wiernych z Nysy, zamieszkałych przy ulicach: Bielawskiej, Bohaterów Warszawy (numery 22-26), Brackiej, Celnej (numery parzyste), Emilii Gierczak, Mariackiej (od numerów 9 i 10 do końca), Moniuszki (numery 1, 2 i 3), Prudnickiej (numery parzyste), Rynek Główny (numery 21, 23, 24, 25 i 26), Pl. Staromiejski, Wita Stwosza, Zjednoczenia i Żwirki i Wigury. 
Jest jedną z najmłodszych parafii na terenie dekanatu nyskiego. Została powołana do życia przez ordynariusza opolskiego abpa Alfonsa Nossola 2 sierpnia 1999 roku. Na jej proboszcza powołano ks. Józefa Jana Ibroma, którego w 2010 r. zastąpił ks. Piotr Burczyk.